# Atlas Fallen
Atlas Fallen ist ein Action-Rollenspiel, das vom Frankfurter Entwickler Deck13 entwickelt und am 10. August 2023 von Focus Entertainment für Windows, PlayStation 5 und Xbox Series veröffentlicht wurde.

## Spielprinzip
Atlas Fallen wird aus der Third-Person-Perspektive gespielt. Zu Beginn des Rollenspiels erstellt der Spieler seinen Charakter und passt ihn an. In der Spielwelt tragen die Protagonisten einen Handschuh, mit dem sie die Macht des Sandes kontrollieren. Durch Formen und Verwandeln des Sands kann er mächtige Waffen erschaffen, von denen die Spielfigur zwei gleichzeitig bei sich tragen kann. Atlas Fallen weist ein traditionelleres Action-Gameplay als die früheren Werke von Deck13 auf. Der Spieler muss den Angriffen von Gegnern ausweichen, Konter setzen und seine Verteidigung aufrechterhalten, während nahtlos zwischen Boden- und Luftkämpfen gewechselt wird. Im Kampf gegen Feinde gewinnt der Spieler an Energie und Kraft. Ab einem bestimmten Schwellenwert erwacht die aktuell geführte Waffe zu neuem Leben und der Spieler kann eine besondere Fähigkeit oder Technik einsetzen, die seinen Gegnern größeren Schaden zufügt.

## Entwicklung
Atlas Fallen wurde im August 2022 von Deck13 und Publisher Focus Entertainment auf der Gamescom angekündigt. Ursprünglich sollte das Spiel im Mai veröffentlicht werden, wurde jedoch auf den 10. August 2023 verschoben, was dem Team zusätzliche Entwicklungszeit ermöglichen und ab Verkaufsstart eine vollständige deutsche Vertonung verfügbar machen sollte.

## Rezeption
Das deutschsprachige Computerspielemagazin GameStar lobte das unverbrauchte Szenario und das innovative Gameplay, kritisierte aber die Inszenierung. Besonders positiv hervorgehoben wurde zudem die deutsche Sprachausgabe, die noch kurz vor Release ergänzt wurde. PC Games kommt zu einem weniger positiven Fazit. Zwar sehe das Spiel gut aus und liefere wuchtige Action, auch im Koop, doch langfristig fehle es an Abwechslung und Motivation. Dass Deck13 sich von den Soulslike-Elementen ihrer vorherigen Spiele abwendet und stärker die Handlung in den Fokus setzt, geht für den Tester nicht ganz auf und so würden Dialoge eher weggedrückt.

„Wuchtige Action, Koop-Modus und ein schicker Sandkasten zum Surfen: Atlas Fallen zeigt gute Ideen, zieht aber nicht alle Register: Die dünne Story enttäuscht und auf Dauer fehlt es einfach an Abwechslung, Tiefgang und einer lebendigen Spielwelt.“

Laut IGN sei Atlas Fallen ein solides Open-World-RPG, solange man als Spieler nicht zu viel Wert auf Handlung und hochqualitative Texturen lege.